# Armida Barelli
Armida Barelli (Reino de Italia, 1 de diciembre de 1882 -  Varese,15 de agosto de 1952) fue una católica italiana que sirvió en el campo educativo durante su vida y también fue miembro de la Orden Franciscana Seglar.La Iglesia católica conmemora su festividad el 15 de agosto.
Barelli también fue cofundadora del Instituto Secular de los Misioneros del Reinado de Cristo. Junto al padre Agostino Gemelli, la pareja buscó difundir el mensaje del Evangelio a través de sus instalaciones educativas y a través de su congregación que buscaba también difundir el carisma franciscano.
La causa de santidad de Barelli comenzó en 1960 cuando se le concedió el título póstumo de Sierva de Dios y avanzó el 1 de junio de 2007 cuando el Papa Benedicto XVI la declaró Venerable por su virtud heroica . El Papa Francisco aprobó el milagro que se requiere para su beatificación; fue beatificada en Milán el 30 de abril de 2022.

## Biografía
Armida Barelli nació en una familia de clase alta el 1 de diciembre de 1882 en Milán. Hija de Napoleón Barelli y Savina Candiani; sus hermanos eran los hermanos Gino y Fausto y las hermanas María, Gemma y Victoria.
Barelli estudió en Milán bajo las ursulinas y luego viajó a Menzingen en Suiza donde estudió en un internado con las Hermanas Franciscanas de la Santa Cruz desde 1895 hasta 1900. Fue durante su tiempo con los franciscanos cuando descubrió su vocación religiosa y el carisma franciscano. Esto unido a su ardiente deseo de profundizar su relación con Dios y de dedicarse a su obra.
Desde 1900 hasta 1908 recibió propuestas de sus padres para casarse, pero a pesar de esto decidió dedicarse a los demás y en particular deseaba atender las necesidades de los pobres y los huérfanos.
En 1910 conoció al padre Agostino Gemelli, quien la guio hacia un apostolado activo y la introdujo en la plenitud del carisma de la Orden Franciscana Seglar. Barelli se convirtió en miembro profeso de la orden en 1910.
Durante la Primera Guerra Mundial en 1917, se convirtió en traductora de alemán para la "Revista de Neoscolasticismo de Filosofía" que Gemelli había fundado ese mismo año. Armida Barelli llamó la atención del cardenal arzobispo de Milán Andrea Carlo Ferrari, quien la reconoció por sus habilidades organizativas y sus cualidades morales. Se reunió con Ferrari en una audiencia privada el 17 de febrero de 1918 y ese mismo año eligió como lema: "Confío en ti" como expresión de confianza en Dios. Más tarde, Barelli se convirtió en la vicepresidenta de Acción Social del Comité de Mujeres Católicas de Milán y también se desempeñó como administradora de la publicación "Vida y Pensamiento".
El Papa Benedicto XV la recibió en audiencia privada el 28 de septiembre de 1918 y la nombró Presidenta de la Juventud Nacional Femenina de Acción Católica y ocupó ese cargo hasta 1946. Su deseo original era servir en las misiones a pesar de la insistencia del Papa en su misión estaba en Italia. Con Gemelli en 1919 en Asís, estableció la Tercera Orden Franciscanas del Reinado Social del Sagrado Corazón. Barelli abrió un hogar para los pobres en el norte de China , así como un instituto para las vocaciones religiosas en 1920 y en 1921 fundó la revista "Ring of Resurrection". En noviembre de 1921, a instancias de Benedicto XV, estableció la "Sociedad de Amigos de la Universidad Católica".
Junto a Gemelli, Ludovico Necchi, Francesco Olgiati y Ernesto Lobardo, estableció el Istituto Giuseppe Toniolo di Studi Superiori y fue reconocido por el ministro de Educación italiano Benedetto Croce el 24 de junio de 1920. Benedicto XV lo aprobó aproximadamente al mismo tiempo que lo permitió para ser inaugurado aproximadamente al mismo tiempo. En 1936 estableció una universidad para niñas llamada Marianum College .
El Papa Pío XII la nombró en 1946 como Vicepresidenta de la Acción Católica y mantuvo ese título hasta 1949. En 1948, junto con Gemelli, renombró su congregación religiosa con el nombre de Instituto Secular de los Misioneros del Reinado de Cristo en orden difundir el carisma franciscano. Ese mismo año, favoreció a los demócratas cristianos en las elecciones generales para evitar la victoria del Partido Comunista Italiano . 
En 1949 comienza a sufrir los efectos de una enfermedad, la parálisis bulbar progresiva  y el 8 de enero de 1952 sufre una parálisis en la mano derecha. El 15 de agosto de 1952 fue visitada por Gemelli, solo para morir pocas horas después. Fue enterrada el 17 de agosto siguiente en Marzio y sus restos fueron trasladados a Milán el 8 de marzo de 1953 siendo depositados en la cripta de la Capilla de la Universidad Católica del Sagrado Corazón. Tras su muerte en 1959, Gemelli fue enterrado junto a ella.

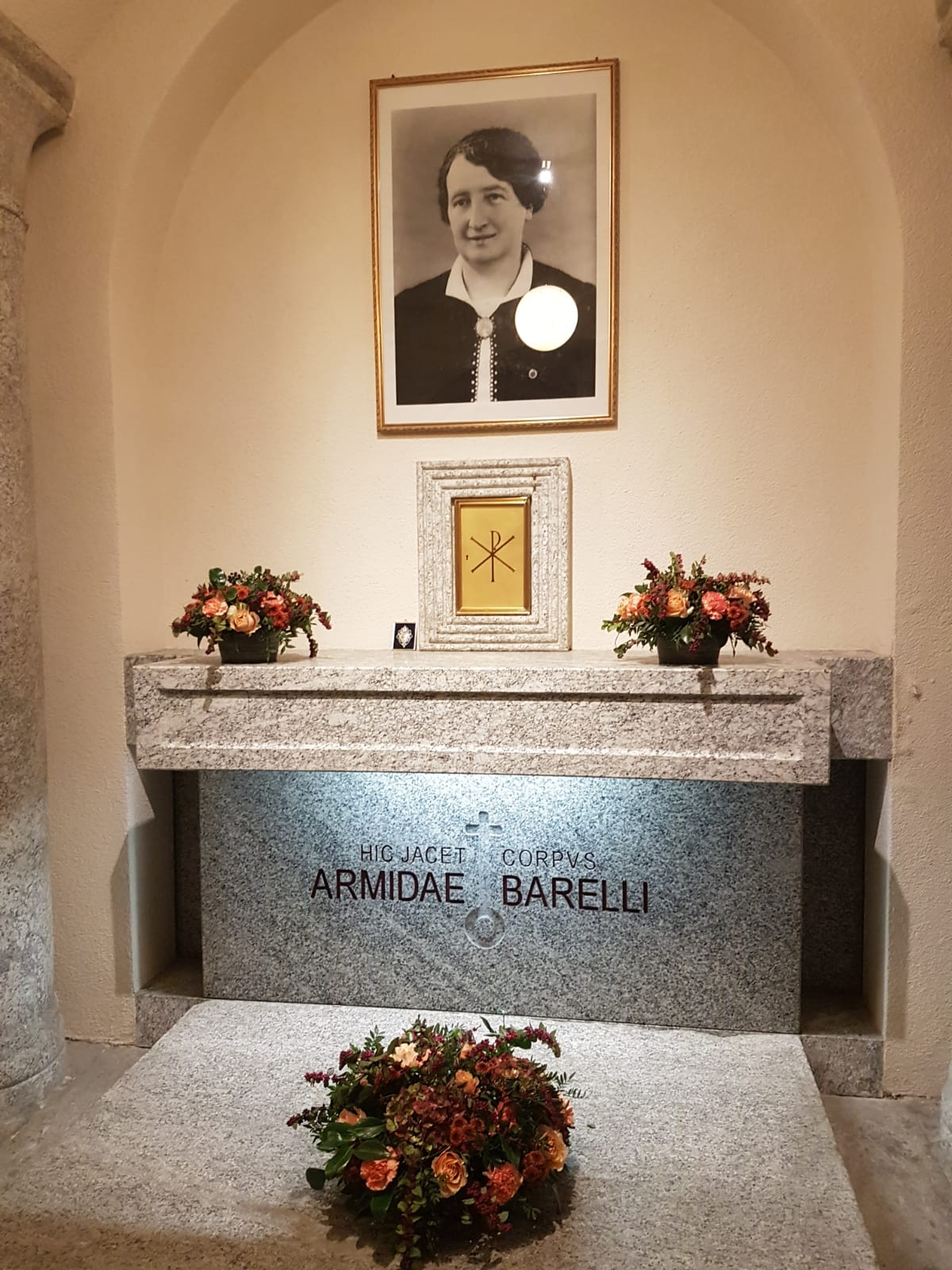
Tumba de Armida Barelli.

## Beatificación
El proceso diocesano para el proceso de santidad comenzó bajo el Papa Juan XXIII el 8 de marzo de 1960 y la introducción de la causa en Milán le otorgó el título póstumo de Sierva de Dios ; el proceso concluyó a mediados de 1970 y fue validado en Roma el 3 de abril de 1992, varias décadas después de concluido el proceso diocesano. La Congregación para las Causas de los Santos recibió la Positio de la postulación para evaluar su vida de virtud heroica y la recibió en 1993.
Barelli fue proclamada Venerable el 1 de junio de 2007 después de que el Papa Benedicto XVI reconociera su modelo de vida cristiana de virtudes heroicas.
El milagro requerido para su beatificación fue investigado y validado en 2006. La junta médica en Roma se reunió el 12 de noviembre de 2009 y la junta solicitó más material sobre el presunto milagro el 20 de septiembre de 2015. La junta médica emitió posteriormente su aprobación ante los teólogos. Debe reunirse para aprobarlo. El caso fue entregado al Papa Francisco, quien brindó su aprobación en 2021; esto permite que su beatificación tenga lugar en algún momento de 2021 en Milán.